# Бела Балинт
Бела Балинт (Остојићево, 26. јул 1952) српски је хематолог, академик и редовни члан Српске академије наука и уметности од 4. новембра 2021. Од 16. априла 2025. године је министар науке, технолошког развоја и иновација у Влади Републике Србије. Члан је иницијативног одбора Покрета за народ и државу.

## Биографија
Завршио је магистратуру на Медицинском факултету Универзитета у Новом Саду 1984, докторат на Војномедицинској академији 1997, специјализацију трансфузиологије 1983. и субспецијализацију хематологије 2007. године. Радио је на Институту за трансфузиологију ВМА од 1980, као експериментални хематолог на Институту за медицинска истраживања Универзитета у Београду од 1996, као редовни професор на Војномедицинској академији од 2005, као професор по позиву на Медицинским факултетима у Нишу и Бањој Луци, као професор у Европској школи за трансфузиологију у Милану и као начелник Института за трансфузиологију ВМА од 2010. године.
Уредник је Medical World – International medical journal in the field of biomedical sciences, Journal of Hematology, Blood Transfusion and Disorders, International Journal of Clinical Transfusion Medicine, Blood Banking Transfusion Medicine, Медицински преглед, Српски архив за целокупно лекарство, Војносанитетски преглед, главни је уредник Билтен за трансфузиологију, уредник је Анестезија, реанимација, трансфузија, рецензент је The Lancet, Medical Science Monitor, World Journal of Pediatrics и Turkish Journal of Hematology.
Редовни је члан Академије медицинских наука Српског лекарског друштва од 2008, Удружења трансфузиолога Србије, Међународног удружења за трансфузијску медицину, Европског удружења за трансплантацију коштане сржи, Европског удружења за хематологију, Удружења анестезиста, реаниматора и трансфузиста Србије, Секције за трансфузиологију и трансплантацију Српског лекарског друштва, председник је Удружења за аферезно лечење Србије и редовни је члан Српске академије наука и уметности од 4. новембра 2021.

## Награде
Добитник је плакета Српског лекарског друштва 1997, Цвијићеве медаље за изузетна лична остварења у области природних наука од председника Србије 2001, повеље Српског лекарског друштва 2002, повеље за узорно и натпросечно извршавање дужности из области одбране и безбедности од председника Србије и Црне Горе 2005, прве награде за Научно-истраживачки рад Српског лекарског друштва 2007, награде за најбољи НИР пројекат Министарства одбране Републике Србије 2008. и златне медаља за ревносну службу од председника Републике Србије 2011. године.
Одликован је Сретењским орденом првог степена (2024).